# José Oliveira de Sousa
José Augusto Oliveira de Sousa (* 25. Februar 1974 in Azambuja) ist ein portugiesischer Dartspieler. Sein Spitzname „The Special One“ ist eine Anspielung auf den Fußballtrainer José Mourinho und ist zudem in seinen außergewöhnlichen Finishwegen und regelmäßigem Verrechnen begründet.

## Karriere
José de Sousa ist ein erfahrener Spieler, der seit 1993 Darts spielt und seit Jahrzehnten die Darts-Szene in seinem Heimatland dominiert. Sein erstes Major-Turnier spielte er beim WDF World Cup 2012. Als südwesteuropäischer Qualifikant nahm er an der PDC World Darts Championship 2012 teil, bei der er jedoch in der Vorrunde dem Südafrikaner Devon Petersen unterlag. 2019 gelang ihm erneut die Qualifikation für die PDC World Darts Championship; trotz einiger Matchdarts scheiterte er dieses Mal in Runde 1 an Michael Barnard. Bei der Q-School 2019 in Hildesheim sicherte er sich über die Rangliste eine Tourkarte. De Sousa zeigte in seinem ersten Jahr gute Leistungen auf der Tour und erreichte ein Players-Championship-Finale, das er gegen James Wade verlor. Im September 2019 gewann er als erster Portugiese ein Players Championship und drei Wochen später ein weiteres. Bei seiner dritten WM-Teilnahme 2020 scheiterte er durch eine 0:3-Niederlage gegen Damon Heta aus Australien.
Durch seine gewonnenen Preisgelder qualifizierte sich de Sousa für das World Matchplay 2020, in dem er zwar gegen den amtierenden Weltmeister Peter Wright führte, dieser jedoch das Spiel drehte und zu seinen Gunsten entschied. Das Jahr 2020 verlief für de Sousa weiter erfolgreich. So gewann er mit dem European Darts Grand Prix sein erstes Turnier auf der European Darts Tour. Zudem warf er bei den European Darts Championship in der ersten Runde einen Neun-Darter gegen Jeffrey de Zwaan, schied jedoch in der zweiten Runde gegen Jonny Clayton aus.
Ein Team aus Portugal nahm am 6. November 2020 erstmals am World Cup of Darts 2020 teil, da Singapur seine Teilnahme abgesagt hatte. Das Team bestand aus de Sousa und José Marquês. Zum Auftakt gewann Portugal mit 5:0 gegen Ungarn, in der zweiten Runde mussten sie sich jedoch mit 0:2 gegen Österreich geschlagen geben. Eine Woche später folgte der bisher größte Erfolg seiner Karriere, als er als erster Portugiese mit dem 16:12 gegen James Wade das Grand Slam of Darts 2020, ein PDC-Major-Turnier, gewann. Er ist damit der bisher einzige Portugiese, der ein PDC-Major-Turnier gewann. Zum Abschluss des Jahres 2020 konnte er bei der PDC World Darts Championship 2021 erstmals in die dritte Runde einziehen. Dort unterlag er – trotz eines Average von 103,62 Punkten – dem stark aufspielenden Engländer Mervyn King mit 0:4-Sätzen.
Nach dem WM-Finale am 3. Januar 2021 wurde eine von sechs Wildcards für die Premier League Darts 2021 an de Sousa vergeben. Hier spielte er am vierten Spieltag am 8. April 2021 beim 6:6 gegen Nathan Aspinall einen Neun-Darter. An diesem Spieltag stellte er mit elf 180er den seit 10 Jahre bestehenden Rekord der meisten 180er in einem Spiel in der Premier League Darts ein, welcher von Gary Anderson im Spiel gegen Simon Whitlock im Jahr 2011 aufgestellt wurde. De Sousa spielte in dieser Premier League insgesamt 96 180er und stellte damit ebenfalls einen neuen Rekord auf. Die Premier League schloss er nach 16 Spieltagen auf Rang zwei ab und qualifizierte sich somit für die Play-offs. Hier bezwang er im Halbfinale Nathan Aspinall mit 10:9. Im Finale unterlag er Jonny Clayton mit 5:11. Bei den Players Championships 2021 gewann er die Players Championships 9, 14 und 15. Am 25. April 2021 spielte er beim Players Championship 10 gegen Jermaine Wattimena einen Neun-Darter. Beim Players Championship 13 spielte er in seinem Erstrundenmatch gegen den Schotten William Borland einen 3-Dart-Average von 127,01. Damit übertraf er den bisherigen Turnierrekord von Peter Wright von 2019 um über 3 Punkte und spielte einen der höchsten Averages in der Geschichte des Dartsports. Er gewann das Spiel mit 6:0.
Bei der PDC World Darts Championship 2022 scheiterte de Sousa mit einem Average von 83,89 bereits in Runde 3 am Schotten Alan Soutar, woraufhin er trotz des Erreichens des Halbfinales beim Masters keine Wildcard für die Premier League erhielt. Bei den UK Open schied der Portugiese mit 1:10 in Runde 5 gegen Jonny Clayton aus. Er erreichte darauf das Viertelfinale des World Matchplays, in welchem er Gabriel Clemens und Rob Cross besiegte. Beim World Grand Prix unterlag er gegen Adrian Lewis direkt in der ersten Runde. Er erreichte dann zweimal die zweite Runde bei den European Darts Championship und bei den Players Championship Darts Finals. Damit ging er nach einem nicht sehr erfolgreichem Jahr in die Darts-WM 2023. Dort drehte er in der zweiten Runde einen 2-0 Rückstand gegen Simon Whitlock, ehe er eine größere Aufholjagd bei einem 3-0 Rückstand gegen Ryan Searle dreht und noch mit 4-3 gewinnen konnte. Dann unterlag er allerdings im Achtelfinale mit 1-4 gegen Gerwyn Price.
Nach längerer Zeit erreichte er im April 2023 ein Pro Tour Finale, unterlag dort aber mit 3-8 gegen Dirk van Duijvenbode. Insgesamt verlief die Saison 2023 für de Sousa aber eher enttäuschend. Zwar war er für die Mehrzahl der großen Turnier noch qualifiziert, schied aber zumeist in der ersten Runde aus. Auch bei der PDC-Weltmeisterschaft 2024 änderte sich dieser Trend nicht. Er unterlag dem schwedischen Qualifikanten Jeffrey de Graaf zum Auftakt.
Durch seine eingebrochenen Leistungen fiel de Sousa im Laufe der Jahre 2023 und 2024 in der PDC Order of Merit weit jenseits der Top 16 zurück, wodurch er nicht mehr automatisch für World Matchplay und World Grand Prix qualifiziert ist. Er verpasste auch die Qualifikation für die WM 2025.

## Weltmeisterschaftsresultate

### PDC
- 2012: Vorrunde (3:4-Niederlage gegen  Devon Petersen)
- 2019: 1. Runde (2:3-Niederlage gegen  Michael Barnard)
- 2020: 1. Runde (0:3-Niederlage gegen  Damon Heta)
- 2021: 3. Runde (0:4-Niederlage gegen  Mervyn King)
- 2022: 3. Runde (3:4-Niederlage gegen  Alan Soutar)
- 2023: Achtelfinale (1:4-Niederlage gegen  Gerwyn Price)
- 2024: 2. Runde (1:3-Niederlage gegen  Jeffrey de Graaf)

## Turnierergebnisse
| Turnier                                    | 2011               | 2012               | ......             | 2019                           | 2020                           | 2021                           | 2022                           | 2023                           | 2024                           | 2025                           |
| ------------------------------------------ | ------------------ | ------------------ | ------------------ | ------------------------------ | ------------------------------ | ------------------------------ | ------------------------------ | ------------------------------ | ------------------------------ | ------------------------------ |
| WDF-Platin-/Major-Turniere                 |                    |                    |                    |                                |                                |                                |                                |                                |                                |                                |
| WDF World Cup                              | 2R                 | n/a                | n/t                | n/t                            | n/a                            | n/t                            | n/a                            | n/t                            | n/a                            | n/t                            |
| PDC-Ranking-Turniere                       |                    |                    |                    |                                |                                |                                |                                |                                |                                |                                |
| Weltmeisterschaft                          | n/t                | VR                 | n/q                | 1R                             | 1R                             | 3R                             | 3R                             | AF                             | 2R                             | n/q                            |
| World Masters                              |                    | nicht ausgetragen  | nicht ausgetragen  | nicht ausgetragen              | nicht ausgetragen              | nicht ausgetragen              | nicht ausgetragen              | nicht ausgetragen              | nicht ausgetragen              | VR                             |
| UK Open                                    | n/t                | n/t                | n/t                | 2R                             | 3R                             | AF                             | 5R                             | 5R                             | 4R                             | 4R                             |
| World Matchplay                            | n/q                | n/q                | n/q                | n/q                            | 1R                             | AF                             | VF                             | 1R                             | n/q                            | n/q                            |
| World Grand Prix                           | n/q                | n/q                | n/q                | n/q                            | 1R                             | AF                             | 1R                             | 1R                             | n/q                            |                                |
| European Championship                      | n/t                | n/t                | n/q                | n/q                            | AF                             | VF                             | AF                             | AF                             | n/q                            |                                |
| Grand Slam of Darts                        | nicht qualifiziert | nicht qualifiziert | nicht qualifiziert | nicht qualifiziert             | S 1                            | AF                             | nicht qualifiziert             | nicht qualifiziert             | nicht qualifiziert             |                                |
| Players Championship Finals                | n/q                | n/q                | n/q                | 2R                             | AF                             | VF                             | 2R                             | 1R                             | n/q                            |                                |
| PDC-Turniere ohne Einfluss auf das Ranking |                    |                    |                    |                                |                                |                                |                                |                                |                                |                                |
| The Masters                                | n/a                | n/a                | nicht qualifiziert | nicht qualifiziert             | nicht qualifiziert             | AF                             | HF                             | AF                             | n/q                            | n/a                            |
| Premier League Darts                       | nicht eingeladen   | nicht eingeladen   | nicht eingeladen   | nicht eingeladen               | nicht eingeladen               | F                              | nicht eingeladen               | nicht eingeladen               | nicht eingeladen               | nicht eingeladen               |
| World Cup of Darts                         | n/a                | n/t                | n/t                | n/t                            | AF                             | AF                             | AF                             | GP                             | GP                             | GP                             |
| World Series of Darts Finals               | n/a                | n/a                | nicht qualifiziert | nicht qualifiziert             | nicht qualifiziert             | AF                             | n/q                            | n/t                            | 1R                             |                                |
| Karrierestatistiken                        |                    |                    |                    |                                |                                |                                |                                |                                |                                |                                |
| Jahresendplatzierung                       | ?                  | 189                | 684                | 60                             | 14                             | 7                              | 17                             | 25                             | 40                             |                                |
| Verband                                    | BDO                | PDC                | BDO                | Professional Darts Corporation | Professional Darts Corporation | Professional Darts Corporation | Professional Darts Corporation | Professional Darts Corporation | Professional Darts Corporation | Professional Darts Corporation |

| Legende zu den Turnierergebnissen | Legende zu den Turnierergebnissen | Legende zu den Turnierergebnissen | Legende zu den Turnierergebnissen | Legende zu den Turnierergebnissen | Legende zu den Turnierergebnissen | Legende zu den Turnierergebnissen | Legende zu den Turnierergebnissen | Legende zu den Turnierergebnissen | Legende zu den Turnierergebnissen |
| --------------------------------- | --------------------------------- | --------------------------------- | --------------------------------- | --------------------------------- | --------------------------------- | --------------------------------- | --------------------------------- | --------------------------------- | --------------------------------- |
| n/t                               | nicht teilgenommen                | n/q                               | nicht qualifiziert                | n/a                               | nicht ausgetragen                 | #R                                | Aus in jeweiliger Runde           | GP                                | Aus in der Gruppenphase           |
| AF                                | Achtelfinalist                    | VF                                | Viertelfinalist                   | HF                                | Halbfinalist                      | F                                 | Turnierfinalist                   | S                                 | Turniersieger                     |

## Titel

### BDO
- Weitere
  - 2016: FCD Anniversary Open
  - 2017: International Open Vizcaya

### PDC
- Majors
  - Grand Slam of Darts: 2020
- Pro Tour
  - Players Championships
    - Players Championships 2019: 23, 28
    - Players Championships 2021: 9, 14, 15

  - European Darts Tour
    - European Darts Tour 2020: (1) European Darts Grand Prix

### Andere
- 2009: Catalonia National Championships
- 2012: Catalonia National Championships
- 2017: Spanish Federation Cup